# 小行星21965
小行星21965（21965 Dones）是一颗绕太阳运转的小行星，为主小行星带小行星。该小行星于1999年11月发现。

## 轨道参数
小行星21965的轨道半长轴为442 482 317 km，2.9577695 UA，离心率为0.091。